# نیکولو-الکساندروفکا
نیکولو-الکساندروفکا (به لاتین: Nikolo-Alexandrovka) یک منطقهٔ مسکونی در روسیه است که در استان آمور واقع شده‌است.